# Sicarius

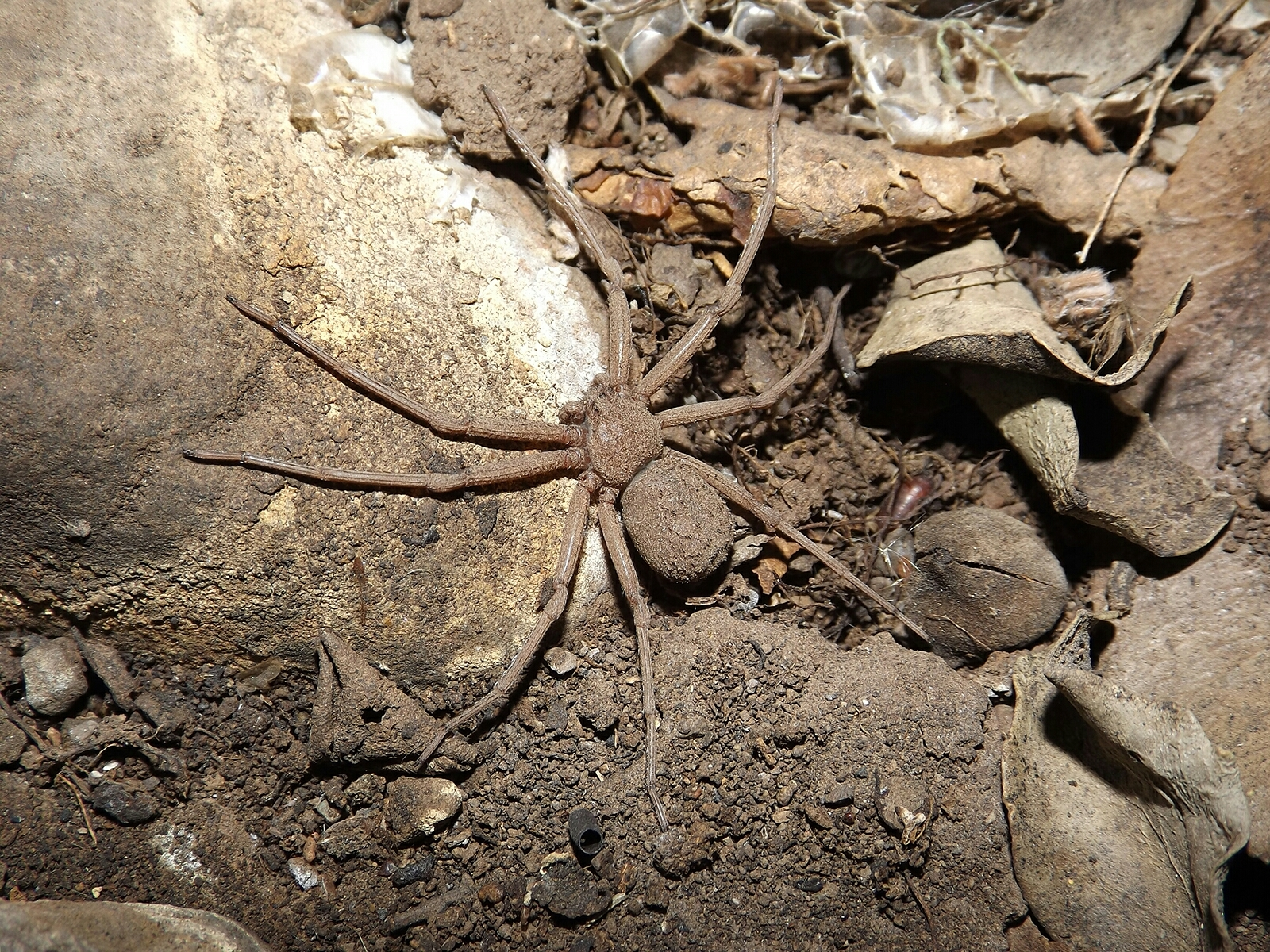
Sicarius thomisoides

Sicarius – rodzaj pająków z rodziny Sicariidae i podrodziny Sicariinae. Obejmuje 21 opisanych gatunków. Zamieszkują Amerykę Południową i Centralną.

## Morfologia
Pająki o ciele zaopatrzonym w szczecinki przywierające do cząstek gleby. Ubarwienie mniej więcej tak długiej jak szerokiej prosomy jest brązowe, czasem z rudym odcieniem. Szerokość części głowowej karapaksu wynosi od 0,3 do 0,5 jego długości. Występuje sześcioro oczu (brak pary przednio-środkowej) rozmieszczonych w trzech diadach. Szczękoczułki mają zrośnięte nasady i są bezzębne. Na przednich krawędziach ich bruzd leży blaszka z silnie zesklerotyzowanym wierzchołkiem. Warga dolna jest dłuższa niż szeroka i ku szczytowi zwężona. Szczęki stykają się przed wargą. Nogogłaszczki mają niezmodyfikowane lub urzeźbione ciernie na udach i pozbawione są pazurków. Sternum u S. yurensis i S. thomisoides jest owalne, u pozostałych gatunków zaś sercowate ze ściętą tylną krawędzią i szersze niż dłuższe. Odnóża bywają brązowe, żółte, pomarańczowe lub pomarańczowobrązowe. Uda mają stronę grzbietową z wyjątkiem linii środkowej porośniętą makroszczecinkami o ściętych wierzchołkach. Na goleniach występuje osiem szeregów spiczastych makroszczecinek, w których dłuższe przemieszane są z krótszymi. Stopy zwieńczone są dwoma pazurkami. Zaokrąglona z nieco ściętym szczytem opistosoma jest jasnoszara, brązowawoszara, brązowawożółta lub jasnobrązowa. Kądziołki przędne pary przednio-bocznej są dwuczłonowe, porośnięte długimi, czarnymi szczecinkami i mogą być zaopatrzone w długie, nitkowate gruczoły ampułkowate większe. Kądziołki przędne pary tylno-środkowej zaopatrzone są w kilka gruczołów groniastych. U samic przed kądziołkami przędnymi występuje kępka gęsto upakowanych szczecinek. Brak jest stożeczka i siteczka przędnego. Genitalia samic pozbawione są spermatek zewnętrznych, natomiast spermateki wewnętrzne wypuszczają liczne odgałęzienia rozchodzące się po torebce kopulacyjnej. Nogogłaszczki samca mają niezmodyfikowany, gruszkowaty bulbus z wyróżnialną nasadą, korpusem i embolusem.

## Jad
Synapomorfią całej rodziny Sicariidae jest obecność w jadzie sfingomielinazy D – enzymu poza tymi pająkami wytwarzanego tylko przez niektóre bakterie. W przypadku Sicarius badania toksykologiczne przeprowadzono nad S. ornatus i S. thomisoides. U obu gatunków wykryto obecność aktywnej sfingomielinazy D. Ich ukąszenie jest niebezpieczne dla człowieka. Jad ma działanie hemolityczne i cytotoksyczne. Wywołuje hydrolizę sfingomieliny, hemolizę i utratę żywotności fibroblastów, prowadząc do martwicy skóry.

## Ekologia i występowanie
Pająki te zasiedlają suche środowiska, głównie pustynie, półpustynie oraz suche formacje krzewiaste i drzewiaste. Bytują zagrzebane w podłożu, pod kamieniami, skałami, kłodami i wśród korzeni roślin.
Rodzaj neotropikalny. Zachodnia część jego zasięgu rozciąga się od Salwadoru przez Nikaraguę, Kostarykę, Galapagos, Ekwador, Peru, południowo-zachodnią Brazylię i Boliwię po Chile i Argentynę, wschodnia zaś obejmuje wschód Brazylii.

## Taksonomia i ewolucja
Odkrycia rodzaju dokonał Hercule Nicolet. Proponował on dla niego nazwę Thomisoides. Jego opis ukazał się jednak dopiero w 1849 roku. Wcześniej, w 1847 roku Charles Athanase Walckenaer opisał ów rodzaj pod nazwą Sicarius na podstawie rycin autorstwa Nicoleta. Synonimizacji Thomisoides i Sicarius dokonał w 1893 roku Eugène Simon. W 1899 roku Frederick Octavius Pickard-Cambridge wyznaczył S. thomisoides gatunkiem typowym rodzaju Sicarius oraz wprowadził nowy rodzaj Sicarioides z S. rugosus jako gatunkiem typowym. Synonimizacji Sicarioides z Sicarius dokonał w 1903 roku Simon.
Według wyników analizy filogenetycznej przeprowadzonej przez Ivana Magalhaesa, Antonio Brescovita i Adalberto Santosa w 2017 roku rodzaj ten stanowi grupę siostrzaną dla afrykańskiego rodzaju Hexophthalma, tworząc z nim klad Sicariinae, siostrzany dla rodzaju Loxosceles. W obrębie rodzaju Sicarius pozycję bazalną zajmuje klad tworzony przez S. yurensis i S. thomisoides.
Do rodzaju tego zalicza się 21 opisanych gatunków:
- Sicarius andinus Magalhães, Brescovit et Santos, 2017
- Sicarius boliviensis Magalhães, Brescovit et Santos, 2017
- Sicarius cariri Magalhães, Brescovit et Santos, 2013
- Sicarius crustosus (Nicolet, 1849)
- Sicarius diadorim Magalhães, Brescovitet et Santos, 2013
- Sicarius fumosus (Nicolet, 1849)
- Sicarius gracilis (Keyserling, 1880)
- Sicarius jequitinhonha Magalhães, Brescovit et Santos, 2017
- Sicarius lanuginosus (Nicolet, 1849)
- Sicarius levii Magalhães, Brescovit et Santos, 2017
- Sicarius mapuche Magalhães, Brescovit et Santos, 2017
- Sicarius ornatus Magalhães, Brescovit et Santos, 2013
- Sicarius peruensis (Keyserling, 1880)
- Sicarius rugosus (F.O. Pickard-Cambridge, 1899)
- Sicarius rupestris (Holmberg, 1881)
- Sicarius saci Magalhães, Brescovit et Santos, 2017
- Sicarius thomisoides Walckenaer, 1847
- Sicarius tropicus (Mello-Leitão, 1936)
- Sicarius utriformis (Butler, 1877)
- Sicarius vallenato Cala-Riquelme et al., 2017
- Sicarius yurensis Strand, 1908